# Георги Кадурин
Георги Иванов Кадурин е български актьор.

## Биография
Роден е в 1955 година в Якоруда. Баща му професор Иван Кадурин е 25 години директор на Института по дървообработване в Пазарджик.
Кадурин завършва през 1981 година ВИТИЗ „Кръстьо Сарафов“ в класа на професор Гриша Островски. След това започва работа в трупата на Младежкия театър, където остава до 1993 година. От там отива в Сатиричния театър до 1995, а след това и в Театър София. Играе и на сцената на Театър 199 в постановките: „Виновните“, „Спортни сцени'81“, „Нищожно количество болка“, „Един Буда, когото ще молите за още...“, „Късмет по дяволите“, „Червено“ и „Ясна поляна“. В периода 1997 – 2006 година е директор на Младежкия театър.
На Стената на славата пред Театър 199 има пано с отпечатъците му.

## Телевизионен театър
- „Ревизия“ (1988) (Борис Рабкин)
- „Прах в очите“ (1985) (от Йожен Лабиш, реж. Асен Траянов) – Фредерик
- „О кей“ (1985) (Исаак Чокрон) – Франко
- „Чаша вода“ (1985) (Йожен Скриб)
- „Смъртта на търговския пътник“ (1984) (от Артър Милър, реж. Магда Каменова) – Хепи
- „Всяка есенна вечер“ (1984) (Иван Пейчев)
- „Клопка“ (1984) (Димитър Начев)
- „Рози за доктор Шомов“ (1984) (от Драгомир Асенов, реж. Димитрина Гюрова и Николай Савов)
- „Злато“ (1983) (Веселин Ханчев) – Венцислав
- „Увлечението“ (1981) (Алфред дьо Мюсе)
- „Донаборник“ (1981)

## Филмография
- Съни бийч (2020) - Спасов, военен, баща на Ивон и Дарина Спасови
- Посоки (2017) - Попов
- Скъпи наследници (2016-2017) - Косьо Йотов
- Докато Ая спеше (2015) - Абрашев
- Столичани в повече (2015) - Следовател Стефанов
- Живи легенди (2014) - Юлиян
- Чужденецът (2012) - Доктор
- Революция Z: Секс, лъжи и музика (2012-2014) – Богомил Цеков
- Стъклен дом (2010) – Христо Атанасов
- Завръщане (2009) - Жоро
- План за отмъщение (2008) - Йордан Перелезов
- Светът е голям и спасение дебне отвсякъде
- In Hell (2003) – Адвокатът на Серджо
- A New Life (2002) – Тъжният човек
- The Order (2001) – Монах 1
- Наблюдателя (2001)
- „Хайка за вълци“ (2000) (6 серии) – следовател Марчинков
- „Големите игри“ (1999) (10 серии) – бащата на Ани
- Търкалящи се камъни (1995) – Христо
- Жребият (1993), 7 серии – Радославов, министър-председател
- Осем процента любов (1990)
- Смъртта на търговския пътник (1985)
- Фаталната запетая (1979) – Венци